# Philodendron warszewiczii
Philodendron warszewiczii är en kallaväxtart som beskrevs av Karl Heinrich Koch och Carl David Bouché. Philodendron warszewiczii ingår i släktet Philodendron och familjen kallaväxter. Inga underarter finns listade.